# Iñaquito
Iñaquito é uma das 32 paróquias urbanas da cidade de Quito, capital do Equador. Antigamente camada Benalcázar, em homenagem ao conquistador espanhol Sebastião de Belalcázar, fundador da capital, voltou a ser chamada pelo nome original da região desde os tempos em que era habitada pelos quitos.
Na paróquia encontra-se o Estádio Olímpico Atahualpa, onde são disputados os jogos das equipes de futebol Sociedad Deportivo Quito e Club Deportivo El Nacional. Também conta com o centro financeiro e bancário da Avenida Amazonas, o distrito empresarial da República del Salvador, e o Parque La Carolina.